# Eje longitudinal PE-5
En el Perú, la Ruta 005 o Eje longitudinal PE-5 o Longitudinal de la Selva o Marginal de la Selva, es uno de los tres ejes que forma parte de la red longitudinal de Red Vial Nacional del Perú, recorre la selva.
Recorre los departamentos de Cajamarca, Amazonas, San Martín, Huánuco, Pasco, Junín, Pasco, Cusco y Madre de Dios desde el Puente La Balsa (frontera con Ecuador) llegando hasta el hasta Puerto Ocopa (Departamento de Junín).
El tramo norte se denomina PE-5N o Longitudinal de la Selva Norte y está compuesto de 1,546.057 km; hacia el sur PE-5S, Longitudinal de la Selva Sur, estará compuesta de 1,130.443 km. Inicia su recorrido en el "km 0" que se encuentra ubicado en el centro del Puente Reither.

## Rutas
- PE-5N: Puente Reither-Puente La Balsa (frontera con Ecuador)
- PE-5N A (variante): Puente Paucartambo-Puente Plátano Isla
- PE-5N B (ramal): Tarapoto-río Huallaga
- PE-5N C (ramal): El Reposo-río Marañón
- PE-5N D (ramal): Puente Wawico-río Marañón
- PE-5N E (ramal): Juan Velasco Alvarado-Nuevo Seasme
- PE-5N H: Desvío Puerto Inca-Puerto Inca
- PE-5N I: Iquitos-río Putumayo
- PE-5S: Puente Reither-río Heath (frontera con Bolivia)
- PE-5S A (ramal): Puerto Ocopa-Atalaya
- PE-5S B (variante): Desvío Bajo Kimiriki-Desvío Puerto Ocopa